# Lord Farquaad
Pour les articles homonymes, voir Shrek.
Lord Farquaad ou simplement Farquaad, de son vrai nom Maximus Farquaad, est un personnage fictif de la franchise Shrek. Il fait sa première apparition en tant qu'antagoniste principal dans le premier film, Shrek (2001), avant de faire son retour sous la forme d'un fantôme dans le court-métrage Shrek 3D (2004). Il effectue ensuite de brefs caméos dans les longs-métrages Shrek le troisième (2007) et Shrek 4 : Il était une fin (2010).
Farquaad est le souverain de la ville fictive de DuLoc qui cherche à épouser la Princesse Fiona à l'origine il se nommait Arturo Adam. Il est petit.

## Biographie
Dirigeant tyrannique de Duloc, Lord Farquaad fait chasser toutes les créatures enchantées qui "empoisonnent" son monde parfait, promettant une forte récompense à quiconque lui en amène une.
Dans sa demeure, il torture Tibiscuit, le bonhomme de pain d'épices, afin de connaitre la localisation des autres créatures. Plus tard on lui informe avoir mis la main sur le miroir magique et lui demande s'il est le grand monarque qu'il pense être. Ce dernier lui répond qu'il n'est pas roi et que la condition pour qu'il le devienne, est d'épouser une princesse. Il lui fait donc une présentation de Blanche-Neige, Cendrillon et Fiona. D'abord hésitant, Farquaad choisit la troisième princesse, mais ignore l'information du miroir sur la malédiction de cette dernière.
Par la suite, Farquaad fait organiser un tournoi de chevaliers qui devront secourir la princesse Fiona. L'évènement est interrompue par l'arrivée de Shrek et l'Âne qui battent facilement ces derniers sous les yeux du tyran. Farquaad a alors l'idée de choisir l'ogre pour sa mission de sauvetage et en échange il fera partir les "squatteurs" (les créatures enchantées qu'il recherche) de son marais, faisant ainsi une pierre deux coups. Shrek accepte et part en direction de la tour où Fiona est maintenue captive.
Quelques jours plus tard, ayant appris la libération de la princesse, il part à sa rencontre. Il tient sa promesse envers Shrek en lu donnant un acte de propriété et se présente à Fiona qui, s'étant disputé avec Shrek à cause d'un malentendu, accepte de l'épouser avant le coucher du soleil.
Les noces sont alors préparées en grande pompe, mais au moment de sceller leur union, Shrek entre en trombe dans la salle, et tente d'expliquer à Fiona que Farquaad ne veut l'épouser uniquement pour être roi. Comprenant que l'ogre est tombé amoureux de sa princesse, Farquaad se moque de lui et amène le public à rire avec lui, mais au moment de tendre les lèvres à Fiona, cette dernière recule et se transforme en ogresse sous les yeux de la foule. 
Choqué et dégoûté par ce qu'il vient de voir, Farquaad fait arrêter les deux amants avant de poser la couronne sur sa tête, s'auto-proclamant roi. Menaçant Fiona avec une épée, il est interrompu par l'intervention de Dragonne qui brise le vitrail et dévore le tyran.